# Rumanov štít
Rumanov štít je dvojvrchol v hlavním hřebeni Vysokých Tater. Do Kačací doliny spadá působivou, přes 600 metrů vysokou severovýchodní stěnou, která je součástí mohutného tzv. „Kačacieho múra“. Mnohem přístupnější je od Zlomiskové doliny, resp. její odnože – Rumanové dolinky, I, avšak jen s horským vůdcem.
Štít dostal název podle známého horského vůdce 19. století Jána Rumana Driečného.

## Topografie
Hlavní, severozápadní vrchol má 2428 m, jihovýchodní 2419 m. Odděluje je Rumanová štrbina. V severovýchodní stěně lze rozeznat tři pilíře. Ve spodní části pravého pilíře se tyčí Rumanov Mních. Od Ganku ho dělí Gánková štrbina, od Zlobivé Vyšná zlobná štrbina.

## Několik zajímavých výstupů
- 1902 První výstup J. Chmielowski, K. Bachleda a J. B. Tajber.
- 1929 Prvovýstup B. Chwaściński, W. Stanislawski a J. Wojnisz, IV.
- 1956 První zimní výstup stěnou J. Červinka a V. Snášel, levý pilíř.
- 1967 Prvovýstup M. Orolin s G. Haake spodní část, se Z. Drlík horní, V A1.

## Galerie

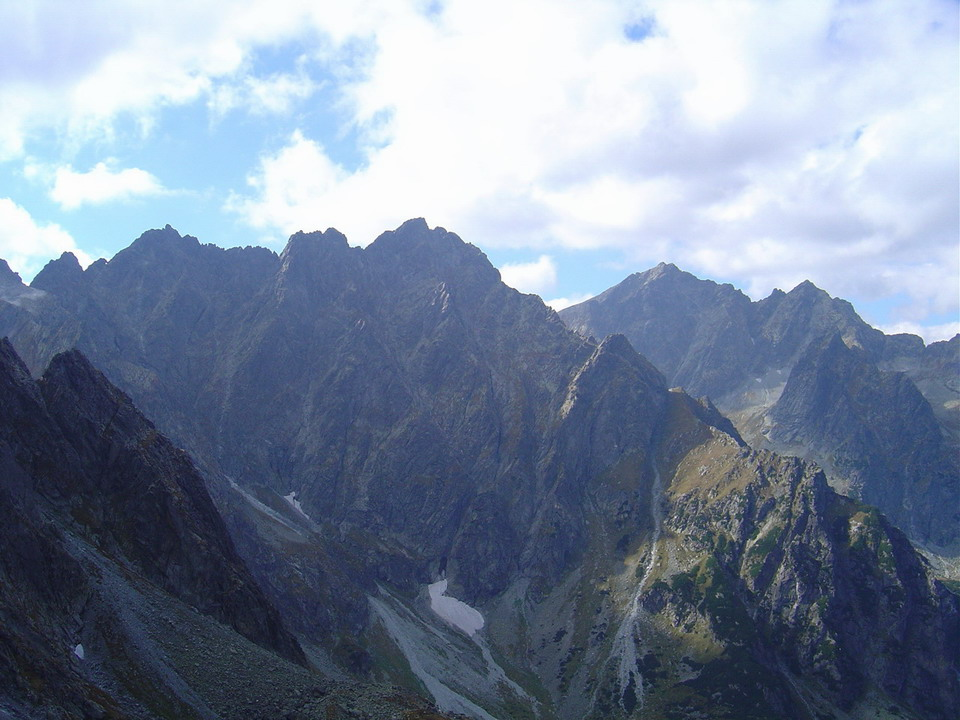
Zleva Západný železný štít, Zlobivá, Rumanov štít, Ganek, v pozadí vpravo Rysy a Malé Rysy.
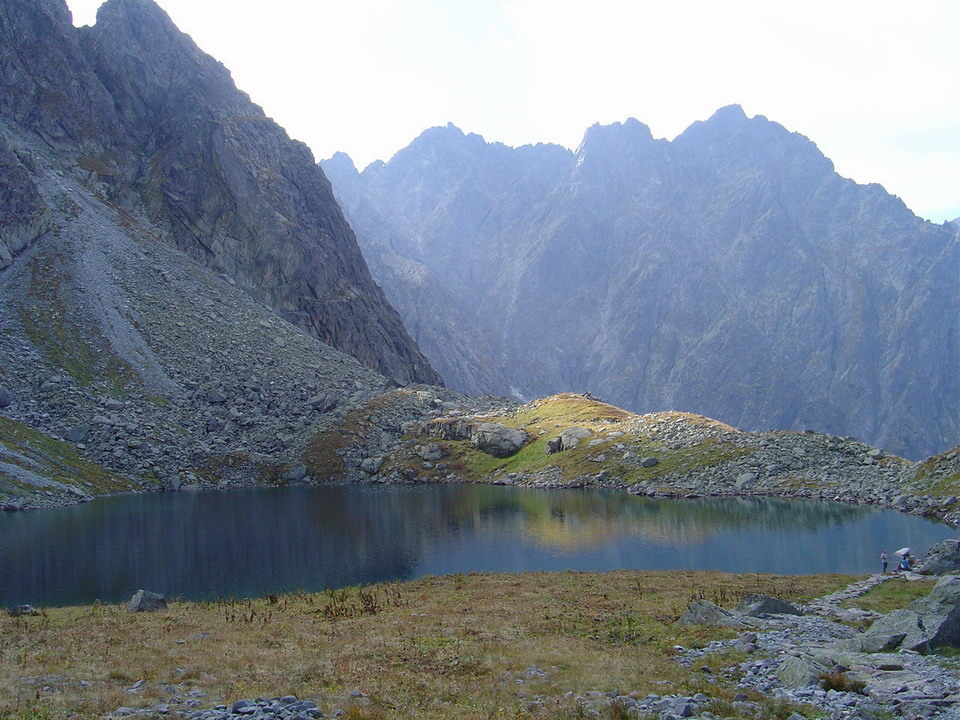
Zlobivá, Rumanov štít a Ganek.
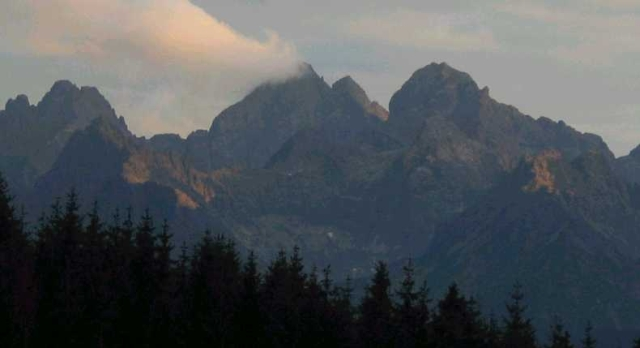
Pohled ze severu, zleva Rumanov štít a Ganek, uprostřed Vysoká (mrak) a Ťažký štít, vpravo Rysy.
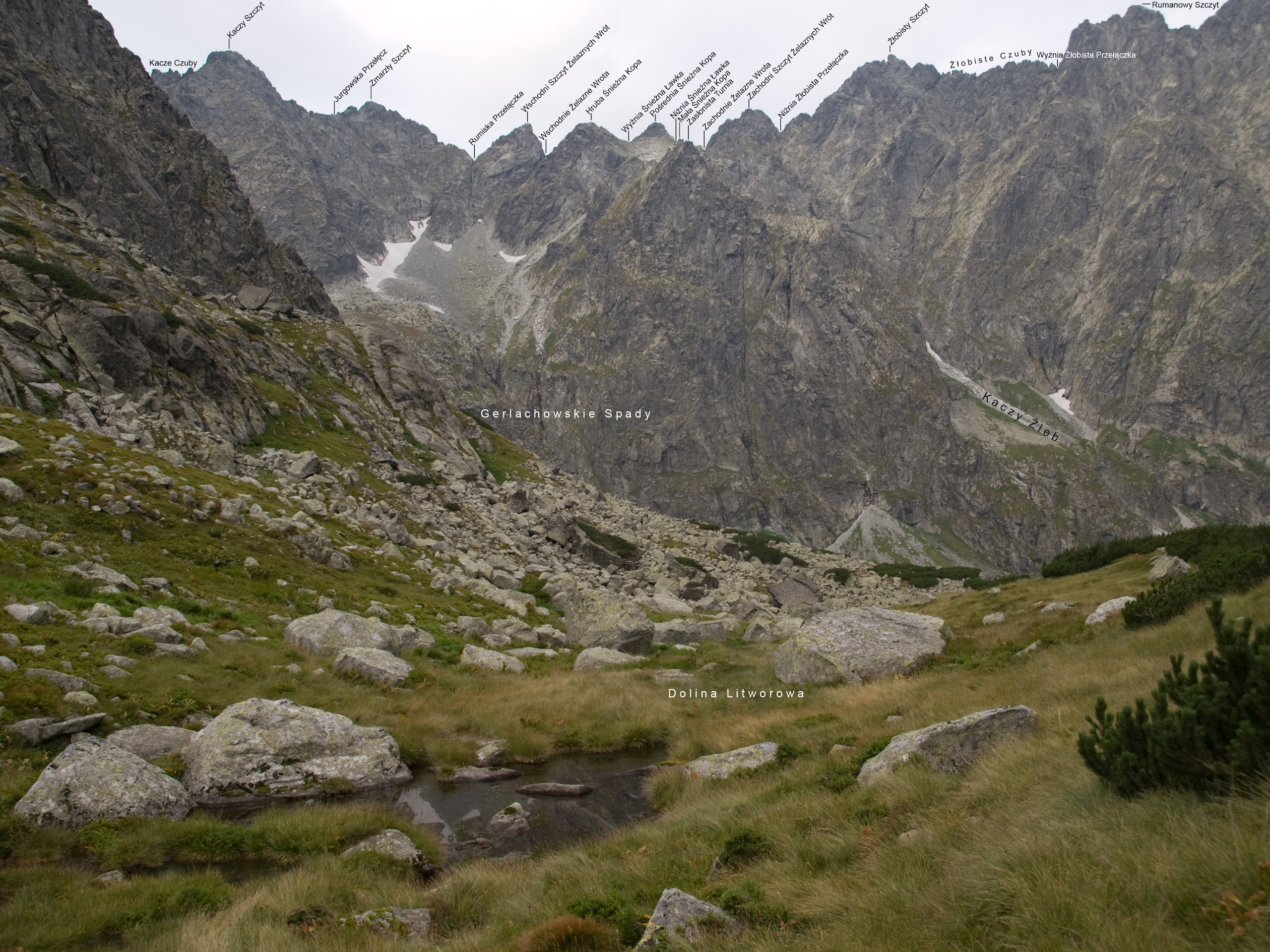
Kačací múr, Rumanov štít s Gankovou štrbinou vpravo.